# Айдар
Айда́р — річка в Луганській області України, ліва притока Сіверського Дінця (басейн Дону).

## Опис
Довжина 256 км. Площа водозбірного басейну 7370 км². Похил річки 0,34 м/км. Долина завширшки у верхів'ї 2—5 км, у пониззі — до 6 км. Схили долини розчленовані ярами та балками. Річище завширшки до 50 м, розчищене протягом близько 20 км. На значній протяжності являє собою чергування плесів (завглибшки 4—7 м) та мілководних перекатів (завглибшки 0,2 0,4 м). Живлення снігове і ґрунтове. На весняний період припадає 70 % стоку. Середній модуль стоку 1,7 л•сек/км². Скресає на початку березня, замерзає в грудні.

## Розташування
Бере початок на південних схилах Середньоруської височини біля с. Новоолександрівка Ровенського району Бєлгородської області Росії. Протікає територією Старобільського та Щастинського районів Луганської області.
Поблизу с. Айдар-Миколаївка — пам'ятка природи Айдарська тераса.

## Топонім
Адар, Ойдар, Войдар, Яйдар. Походження назви остаточно не встановлено. Одні її виводять від тюркського *Aidar «пасмо волосся, коса», інші як «конусоподібний горб, на якому складена купа каміння», ще інші як «козацька стрижка». Назва походить від тюркського антропоніму Айдар, Гайдар, Гейдар («лев»). Можливий варіант походження від крим. ay («місяць») і тюрк. dar («вода», «річка»), тобто місячна річка. Інші, більш сумнівні, версії виводять назву від грец. ай («святий») і тюрк. дере, дара, дар («долина, ущелина»).

## Притоки
Праві: Фомінка, Кулаков, Біла, Лозна.
Ліві: Дунай, Сарма, Сріблянка, Біла (Біленька), Кам'янка, Дубовець, Балка Проїзджа, Козачок, Балка Бутова, Шульгинка, Балка Коренева.

## Господарське значення
Річка використовується для зрошення та водопостачання. На ній розташовані гідрометричні пости біля сіл Новоселівки і Передільського (з 1925 р.), споруджено шлюзи-регулятори, є ставки. У долині Айдару знайдені джерела лікувально-мінеральних вод, біля яких збудовані лікарсько-санаторні заклади у Старобільську та селищі Айдарі.

## Населені пункти
Найбільші населені пункти: Айдар, Старобільськ, Новоайдар.